# Aliwal North
Aliwal North (Afrikaans: Aliwal-Noord) est une ville d'Afrique du Sud située dans la province du Cap-Oriental au bord du fleuve Orange.

## Démographie

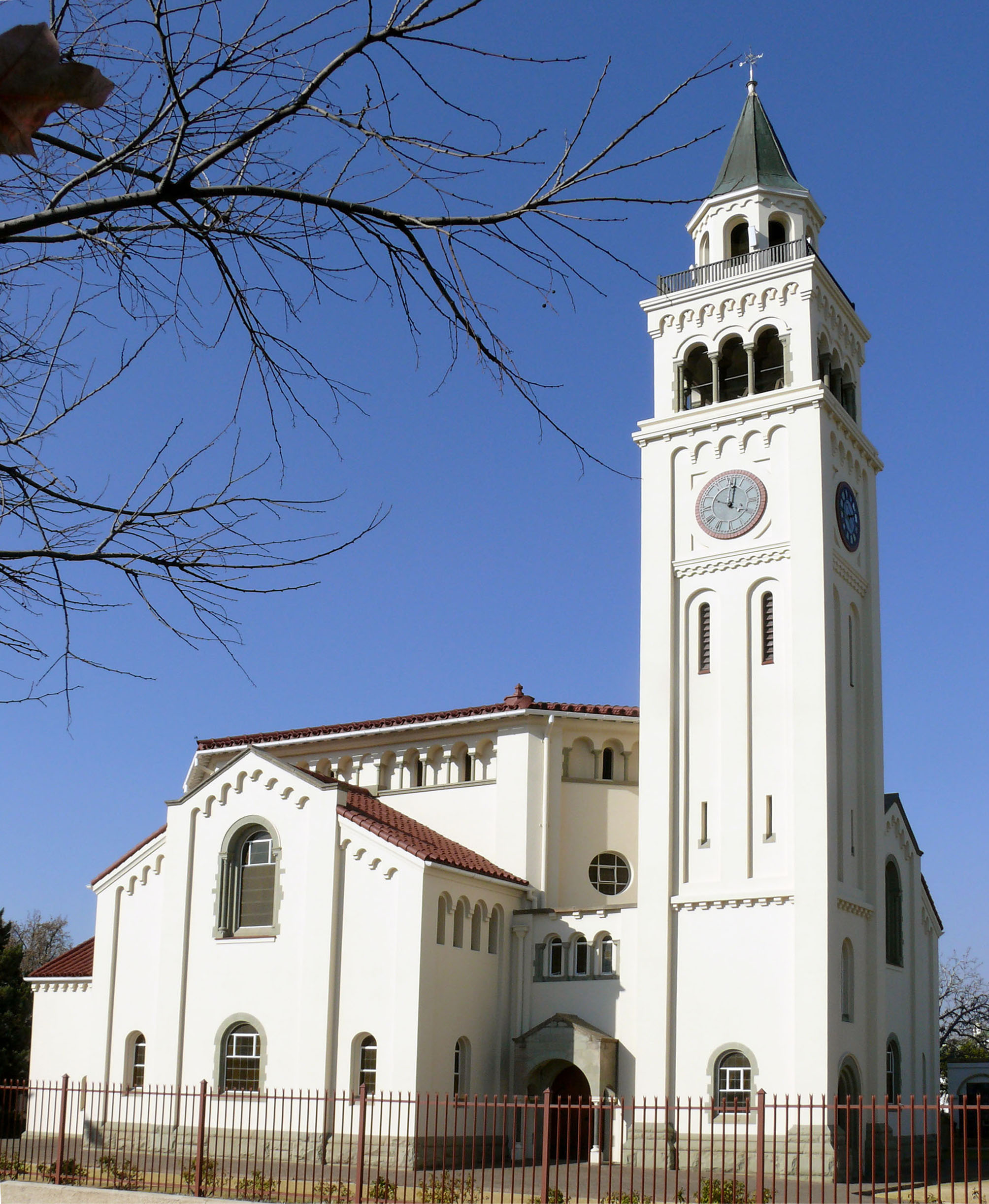
Eglise réformée hollandaise d'Aliwal North

Selon le recensement de 2011, la ville d'Aliwal North compte 16 001 habitants dont 68,51 % sont des noirs, essentiellement de langue maternelle xhosa (49,64 %). Les Coloureds et les blancs, essentiellement afrikaners, représentent respectivement 18,19 % et 12,43 % des habitants. La deuxième langue maternelle majoritairement parlée est l'afrikaans (31,90 %) devant le sesotho (13,20 %). Les blancs sont notamment majoritaires dans le quartier d'Arbor View (61,15 % des 762 habitants), le seul à ne pas être habité majoritairement par des populations issus des communautés bantoues. 
La zone urbaine, comprenant la ville d'Aliwal North et le township de Dukathole (19 152 habitants, 99,23 % de noirs) compte 35 153 résidents (85,2 % de noirs, 8,5 % de coloureds et 5,7 % de blancs).

## Historique

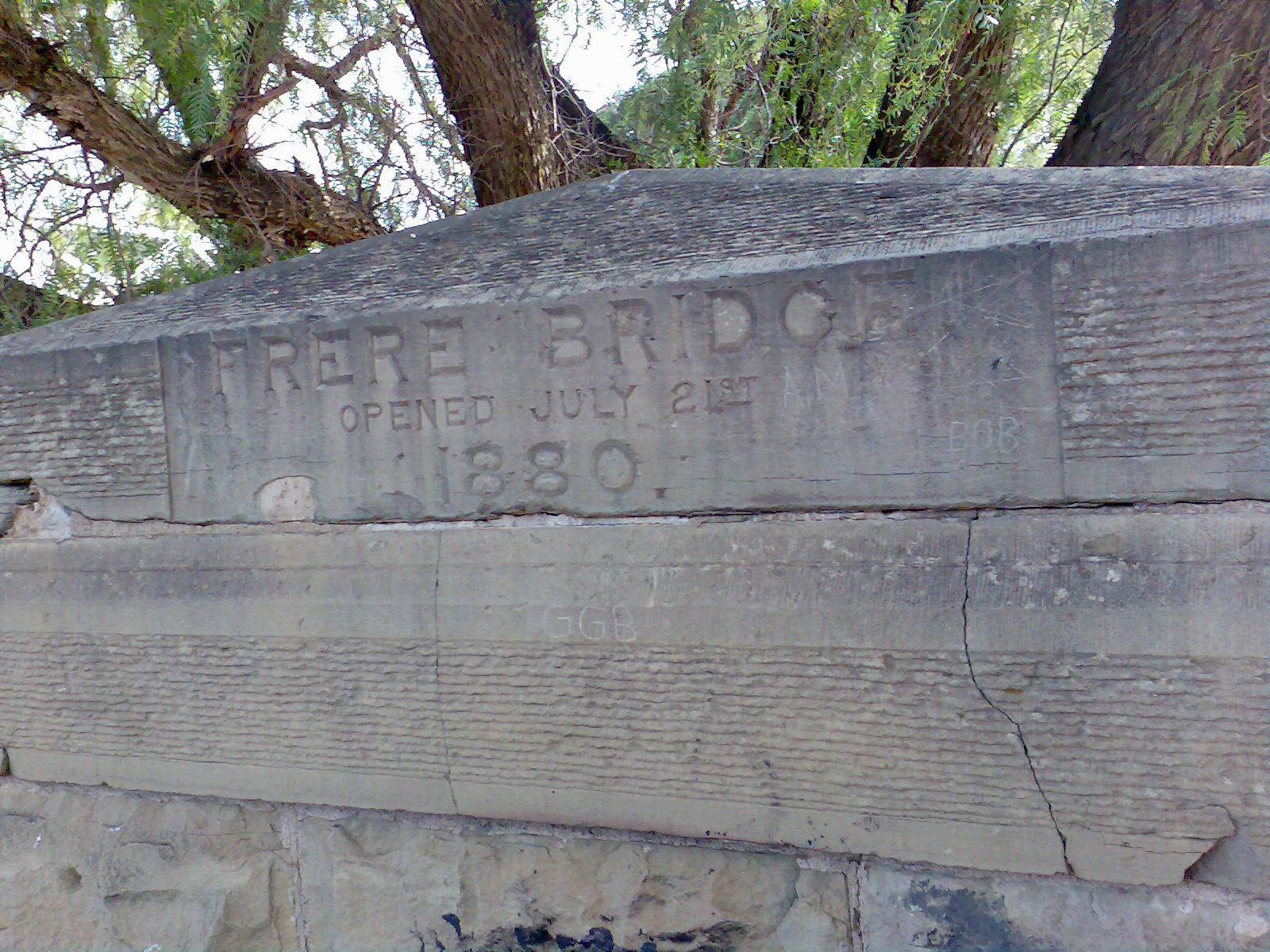
Stèle du pont "Frere Bridof" inauguré le 21 juillet 1880.

Aliwal North doit son existence au gouverneur britannique de la colonie du Cap, Sir Harry Smith. Il la fonda en 1850, et la baptisa en souvenir de sa victoire sur les Sikhs à la bataille de Aliwal en Inde en 1846.
Le parc urbain Juana, situé au centre de la ville, fut nommé en l'honneur de son épouse, Juana Maria de Los Dolores de Leon.
Les boers s'étaient installés dans la région dès 1828 près de Buffelsvlei. La ville bénéficie de sa proximité avec le fleuve Orange ainsi que de sources thermales adjacentes.
La ville fait aujourd'hui partie de la municipalité de Walter Sisulu dans le district de Joe Gqabi.